# Октябр (Баймацький район)
Октя́бр (рос. Октябрь, башк. Октябрь) — присілок (колишнє селище) у складі Баймацького району Башкортостану, Росія. Входить до складу Зілаїрського сільської ради.
До 9 лютого 2008 року присілок називався — Октябрьского отділення.
Населення — 201 особа (2010; 235 в 2002).
Національний склад:
- башкири — 82%